# Timo Becker (Fußballspieler, 1989)
Timo Becker (* 2. Juli 1989 in Kirchheimbolanden) ist ein deutscher Fußballspieler.

## Karriere
Timo Becker begann beim TuS Dexheim mit dem Fußballspielen und kam über den VfR Nierstein zum SV 1919 Mainz-Gonsenheim. Ab 2001 gehörte er auch der Talentförderung Wiesbaden an. Mit achtzehn Jahren ging er dann in die hessische Landeshauptstadt und schloss sich dem FV Biebrich 02 an. Während er im ersten Jahr noch für die A-Jugend spielberechtigt war und mit ihr den Kreispokal gewann, gehörte er bereits dem Bezirksligateam an. In der Saison 2008/09 spielte er mit der ersten Mannschaft der Biebricher in der Verbandsliga Hessen.
Im Jahr darauf wechselte Becker eine Klasse höher in die Hessenliga zum 1. FC Eschborn, wo er sich als Stammspieler behauptete, um es nach nur einem Jahr in der Regionalliga Süd bei SV Darmstadt 98 zu versuchen. Dort hatte der Innenverteidiger allerdings keinen Erfolg und kam erst spät in der Saison ein einziges Mal zum Einsatz: gegen die zweite Mannschaft des SV Wehen Wiesbaden.
Genau dorthin wechselte er dann 2011, und da das Team abgestiegen war, folgte seine zweite Hessenliga-Saison. Erneut konnte er in der fünfthöchsten Spielklasse überzeugen, so dass er auch für den Kader der ersten Mannschaft des SVWW Berücksichtigung fand. Gleich bei seiner ersten Nominierung am 5. November durfte er in der Nachspielzeit in der Partie gegen den Chemnitzer FC erstmals aufs Feld und hatte sein Profidebüt in der 3. Liga.